# Эмерентиана
Эмерентиана (умерла в 304 году) — святая мученица Римская. День памяти — 23 января.

## Биография
Согласно преданию, мать святой Эмерентианы (Emerentiana), была кормилицей и няней св. Агнессы Римской, так что они приходились друг другу молочными сестрами. Будучи оглашенной, она была забита камнями, будучи застигнутой оплакивающей сестру на её могиле. В 1969 году стала считаться местночтимой святой.

## Иконография
Святую изображают молодой девушкой с лилиями в руках и камнями на коленях, или побиваемой камнями толпой.
К ней молитвенно обращаются при болезнях желудка.